# Laetitia Garriott de Cayeux
 (mai 2021).
La mise en forme du texte ne suit pas les recommandations de Wikipédia : il faut le « wikifier ».
Les points d'amélioration suivants sont les cas les plus fréquents. Le détail des points à revoir est peut-être précisé sur la page de discussion.
- Les titres sont pré-formatés par le logiciel. Ils ne sont ni en capitales, ni en gras.
- Le texte ne doit pas être écrit en capitales (les noms de famille non plus), ni en gras, ni en italique, ni en « petit »…
- Le gras n'est utilisé que pour surligner le titre de l'article dans l'introduction, une seule fois.
- L'italique est rarement utilisé : mots en langue étrangère, titres d'œuvres, noms de bateaux, etc.
- Les citations ne sont pas en italique mais en corps de texte normal. Elles sont entourées par des guillemets français : « et ».
- Les listes à puces sont à éviter, des paragraphes rédigés étant largement préférés. Les tableaux sont à réserver à la présentation de données structurées (résultats, etc.).
- Les appels de note de bas de page (petits chiffres en exposant, introduits par l'outil «  Source ») sont à placer entre la fin de phrase et le point final[comme ça].
- Les liens internes (vers d'autres articles de Wikipédia) sont à choisir avec parcimonie. Créez des liens vers des articles approfondissant le sujet. Les termes génériques sans rapport avec le sujet sont à éviter, ainsi que les répétitions de liens vers un même terme.
- Les liens externes sont à placer uniquement dans une section « Liens externes », à la fin de l'article. Ces liens sont à choisir avec parcimonie suivant les règles définies. Si un lien sert de source à l'article, son insertion dans le texte est à faire par les notes de bas de page.
- La présentation des références doit suivre les conventions bibliographiques. Il est recommandé d'utiliser les modèles {{Ouvrage}}, {{Chapitre}}, {{Article}}, {{Lien web}} et/ou {{Bibliographie}}. Le mode d'édition visuel peut mettre en forme automatiquement les références.
- Insérer une infobox (cadre d'informations à droite) n'est pas obligatoire pour parachever la mise en page.

Pour une aide détaillée, merci de consulter Aide:Wikification.
Si vous pensez que ces points ont été résolus, vous pouvez retirer ce bandeau et améliorer la mise en forme d'un autre article.
Pour les articles homonymes, voir Garriott et Cayeux.
Laetitia Garriott de Cayeux, née le 4 février 1978 à Angers, est une entrepreneuse américaine. Elle occupe le poste de PDG de Global Space Ventures. 

## Enfance et études
Née à Angers, Laetitia Garriott de Cayeux a grandi entre la France et Hong Kong.[réf. nécessaire]
Elle est la petite-fille du géologue André Cailleux considéré comme l'ancêtre de la planétologie française. 
A l'âge de 17 ans, elle est sélectionnée pour se rendre au Japon afin de représenter la France au GII Junior Summit, une conférence sur Internet.
Elle déménage au Royaume-Uni en 1999[réf. nécessaire] puis en 2002 aux États-Unis.
Elle est diplômée de l'ESSEC et titulaire d'un MBA de la Harvard Business School,. Au cours de ses études, elle développe un projet pour une entreprise pratiquant la congélation d'ovocytes.  

## Carrière

### Carrière dans les affaires
En 1999, elle commence sa carrière chez Goldman Sachs où elle travaille sur des opérations de fusion - acquisition transfrontalières,.
Elle rejoint[Quand ?] Renaissance Technologies avant de créer la société d'investissement Ajna Capital LLC en 2008.
En 2014, elle cofonde l'entreprise Escape Dynamics (en), située au Colorado, « qui travaille sur un système de propulsion pour lancement spatial avec une technologie inspirée du fonctionnement des micro-ondes ». 
Elle est également un des investisseurs dans SpaceX et cofondatrice de Global Space Ventures où elle occupe actuellement[Quand ?] le poste de PDG et à travers laquelle elle soutient[C'est-à-dire ?] des entreprises de Deep tech dans des domaines allant de l'intelligence artificielle et l'aérospatiale à la biotechnologie.[réf. nécessaire]

### Activités associatives et soutien aux candidats démocrates
Laetitia Garriott de Cayeux est membre du think tank Council on Foreign Relations.
Elle est membre du conseil d'administration du Musée national de mathématiques et de la fondation XPRIZE.
Elle soutient Hillary Clinton à partir de 2014 après avoir acheté le nom de domaine Entrepreneurs for Hillary,, puis Joe Biden à partir des sénatoriales de 2018 en organisant des levées de fonds,.

## Récompenses
En 2010, elle figure parmi 31 individus travaillant dans le secteur des fonds spéculatifs distingués par Institutional Investor  .

## Vie privée
En 2011, elle épouse Richard Garriott, un homme d'affaires américain évoluant dans le domaine du jeu vidéo . Leur premier enfant, Kinga Shuilong, naît en 2012. Ronin Phi naît en 2014.